# Emil Brass
Emil Brass (* 21. September 1856 in Berlin; † März 1938 ebenda), auch Emil Braß, war ein Berliner Rauchwarenhändler und Autor von Fachliteratur und Herausgeber einer Pelz-Fachzeitschrift. Seine wichtigste Arbeit war das Standardwerk Aus dem Reiche der Pelze. Es beschrieb, erstmals und in diesem Umfang bis heute einmalig, die Geschichte des Pelzhandels sowie die vom Fellhandel genutzten Tierarten. Trotz seines Seiteneinstiegs in die Wissenschaft galt er unter Zoologen, Geographen und Anthropologen als ebenbürtiger Fachmann.

## Leben
Emil Brass, Sohn eines Kürschners und Rauchwarenhändlers, besuchte in Berlin das Köllnische Gymnasium bis zur Obertertia und dann das königliche Realgymnasium bis zur Prima. 1886 heiratete er, seine erste Frau verließ ihn und sein einziger Sohn, Oberarzt und stellvertretender Regimentsarzt, fiel im Ersten Weltkrieg. Über seine zweite Ehe ist offenbar nichts überliefert. In seiner Freizeit betrieb er Sport, vor allem Wassersport in allen Formen, bei seinem Überseeaufenthalt auch Reiten und Jagen.
Über Brass in seinen letzten Lebensjahren schrieb Philipp Manes, der von den Nationalsozialisten ermordete Journalist der Pelzbranche: „Unsere Generation hat nur den ‚alten Brass‘ gekannt, mit seinem grauen, leicht verwilderten Vollbart, der nicht sehr gepflegten Kleidung (wie sollte sie auch ein Junggeselle peinlich sauber halten?) und der ewigen Zigarette im Mundwinkel, […] Mit dem alten Berlin war und blieb Brass eng verwachsen, er kannte alles und jeden. Seine Liebe zu allem, was altes Berlin hieß, war riesengroß, die Schnurren und Geschichten, wenn er zu erzählen begann, endlos. Sein phänomenales Gedächtnis verließ ihn selten und täuschte ihn nie. Auf dem Gebiet der Felltierkunde gab es in der europäischen Welt keinen größeren Kenner als Emil Brass. Wissenschaftliche Abhandlungen schüttelte er nur so aus den Ärmeln“.
In der Zeit des Nationalsozialismus flaggte er weiterhin nur Schwarz-Weiß-Rot. Als die körperlichen Kräfte versagten, halfen ihm Kollegen aus Berlin und Leipzig. Seine letzte große Freude war die Anteilnahme der Branche an seinem 80. Geburtstag. Manes schrieb abschließend: „Am 12. März 1938 brachten wir ihn zur letzten Ruhe. Zu dreien folgten wir dem Sarg. Mehr waren es nicht, die um seinen Tod wußten“.

## Rauchwarenhandel

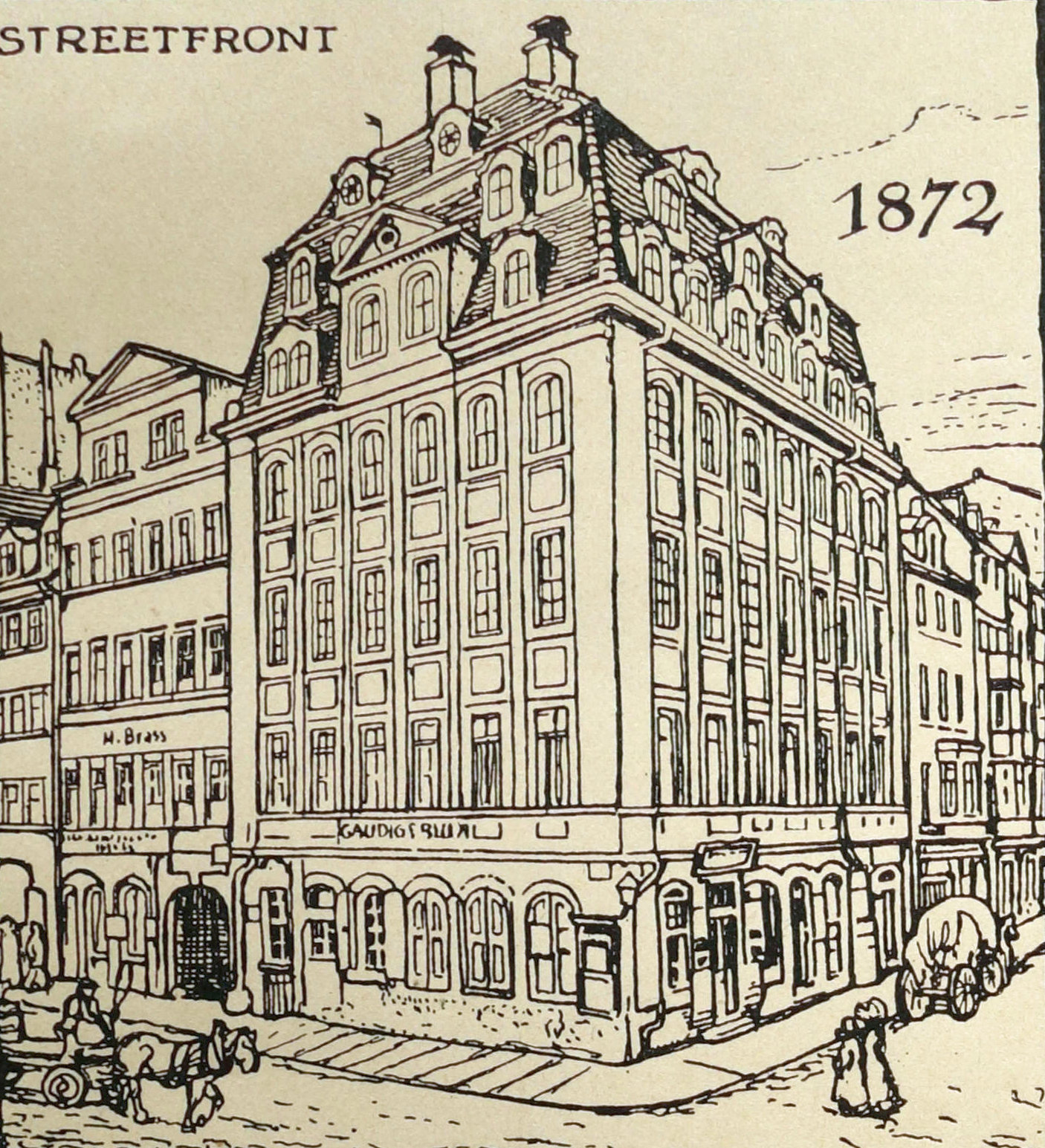
Links, 1. Etage, Rauchwarenhandlung M. Brass (1912)

Der Vater, Kürschnermeister Michael Brass (* 16. Juni 1813), eröffnete im Jahr 1836 in Berlin einen Kürschnerbetrieb. Er erkannte die seinerzeitigen Probleme der Materialbeschaffung für den Einzelhandel. Die Fahrt mit der Post von Berlin zum Pelzhandelszentrum Leipziger Brühl dauerte damals zwei Tage, wobei unterwegs übernachtet wurde. Die Waren wurden mit dem Frachtwagen befördert, was mehrere Wochen in Anspruch nahm. Eine große Erleichterung war es, als die Anhalter Vorortbahn fertiggestellt war. Aber auch sie fuhr anfangs nur bis Dessau, ab dort musste immer noch die Postkutsche benutzt werden. Brass brachte deshalb für seine Kürschnerkollegen Felle vom Brühl mit, er war damit der erste Pelzgroßhändler Berlins. Bereits 1840 lautete das Ladenschild „Kürschnerei und Rauchwarenhandel“. Schon zwei Jahre später erwarb er in Leipzig das Grundstück Brühl 19, allerdings unter dem Namen J. Freystadt, jüdischen Händlern war es um diese Zeit noch nicht gestattet, in Leipzig Grund und Boden zu besitzen. Durch den Leipziger Firmensitz gewann auch das Unternehmen auf der Berliner Königstraße an Bedeutung. Die 1842 gegründete Leipziger Firma wurde später unter dem Namen B. Freystadt & Co. (Bernhard Freystadt † 1921) vom Neffen des Inhabers weitergeführt und bestand noch 1940. Für 1856, dem Geburtsjahr von Emil Brass, führte eine Inventuraufstellung des Michael Brass auf: 65.000 Taler, fertige Waren ca. 20.000 Taler, Kassa und Wechsel 18.000 Taler, außenstehende Forderungen 10.000 Taler, Passiva 18.500 Taler. Zu seiner Kundschaft gehörten die Fürsten Radziwiłł, die Heckmanns und viele Namen der Berliner Gesellschaft. Eine Mietsteigerung von 2500 auf 18.000 Taler veranlasste ihn, das Detailgeschäft aufzugeben und sich ganz dem Rauchwarenhandel in Berlin und Leipzig zu widmen.
Ostern 1876 hatte Sohn Emil seine Lehrzeit beendet. Sein anschließendes Volontariat bei der Leipziger Filiale der amerikanischen Firma Ullmann gab er wieder auf, weil er fand, dass er dort nicht genug Gelegenheit hatte, sich die gewünschten Kenntnisse über Rauchwaren-Rohware aneignen zu können. Am 1. April 1877 trat er bei der Firma D. J. Lehmann (später Anton und Alfred Lehmann) den Beruf des Rauchwarenkaufmanns an. Anschließend war er einige Monate als Volontär in der Londoner Filiale der Rauchwarenfirma Josef Ullmann, Leipzig tätig und danach ein Jahr lang in gleicher Stellung bei N. Händler & Son, ebenfalls London. Während dieser Londoner Zeit erwarb er die Grundlage seiner umfangreichen Warenkenntnisse. Mr. Stamp, der Seniorchef der Firma Blatspiel, Stamp & Heacock, nahm ihn zur Warenbesichtigung mit und brachte ihm, zusammen mit seinem Bruder und Neffen, die Unterschiede der einzelnen Fellsorten, die Fellmerkmale der Herkunftsorte usw. bei, ein Unterricht, wie er nur wenigen Mitgliedern der Branche zuteilwurde.
Zur weiteren Ausbildung ging er nach Paris, ein Staatsstreich ließ ihn dort, selbst ohne Gehalt, trotz vorzüglicher Empfehlungen keine Stellung finden, weder in der Pelzbranche, noch bei Bankhäusern, Getreidegeschäften sowie Exportfirmen. Er beendete seinen Aufenthalt nach einem halben Jahr, das er mit Studien verbrachte, kehrte nach Berlin zurück und trat im Januar 1878 in den väterlichen Betrieb ein, eines der ältesten Pelzwarenhäuser mit Detail- und Engrosgeschäft in Berlin und Rauchwarenhandel im eigenen Hause am Brühl in Leipzig. Das Geschäft hatte sich gut entwickelt. Der Vater eröffnete in Berlin wieder ein Detailgeschäft und übertrug die Leitung an seinen Sohn, der sofort versuchte, die Engrosproduktion damit zu verbinden und den Export zu steigern. Er begann mit Pelzhüten und Kindergarderobe, die er gut nach London verkaufte. Bis dahin hatte die Firma nur Fuchsschweif- und Fehboas nach England ausgeführt. Fuchsschweifboas waren in dieser Zeit ein bevorzugter Modeartikel, Emil Brass rühmte seinen Vater, dass der 1874 der Erste war, der sie produzieren ließ. Fuchs- und Fehschweife waren es auch, die Emil Brass nach seiner Aussage sein gesamtes Vermögen verlieren ließ. Nachdem ein Konkurrent aufgetreten war und die Rohware aufgekauft hatte, konnte Brass die zugesagte halbe Million Stück nicht mehr zu den vereinbarten Preisen liefern. Er sah sich genötigt, mit seinen „englischen Freunden zu verhandeln“ und einigte sich auf sehr große Entschädigungszahlungen. Erst aber erweiterte er die Produktion auf alle Arten der Pelzkonfektion, die sowohl im Einzelhandel als auch im Großhandel in viele Länder vertrieben wurden, wobei das Hauptexportgeschäft weiterhin England blieb. Nach Brass’ Angabe waren er und die Firma A. B. Citroen in Berlin auch die Ersten, die Pelzmäntel als Konfektion herstellen ließen und am Lager vorrätig hielten, während die anderen Kürschner nur auf Bestellung arbeiteten. Außer der Filiale im Londoner Pelzhandelsviertel um Garlick Hill kamen Agenturen in Hamburg, Kopenhagen, Stockholm, Paris, Wien, Mailand, Wien, Triest, Manchester und Glasgow hinzu. Um 1860 erfolgten die ersten Exporte chinesischer Felle nach Europa überhaupt. Auch bei Brass nahm das Importgeschäft zu, als Erster führte er 1887 chinesische Felle, japanische Marderfelle, japanische Seefuchsfelle, Tibetlammröcke und -felle und anderes nach Deutschland ein.
Im Jahr 1882 wurde er Prokurist der Firma, 1884 wurde er Teilhaber, die Adresse war 1985 in dem historischen viergeschossigen Wohn- und Geschäftshaus An der Stechbahn 2. 1886, im Jahr seiner Heirat, übernahm er die Firma als Alleininhaber. In Zeiten ungünstiger Konjunkturen musste er später die Konfektionsproduktion wieder aufgeben. Bei allen seinen Talenten fehlte Emil Brass leider die Geschäftstüchtigkeit seines Vaters Michael: „Er war ein Gelehrter, der sich völlig in seine Gedankenwelt einspann, Zeit und Wirklichkeit vergaß.“
Da es mit dem bedeutenden Exportgeschäft vorbei war und der Umsatz sehr geschrumpft war, unternahm er mit Musterkollektionen deutscher Fabrikanten im April 1891 zur Gewinnung neuer Geschäftsverbindungen eine ausgedehnte Weltreise. Dabei kam er durch einen Teil der USA und durch Kanada. In Kanada trafen zu der Zeit erst nur spärlich Einwanderer ein, in den weiten Prärien sah er oft tagelang nur Antilopenrudel, aber auch noch die Knochen der massenhaft hingeschlachteten Büffel, die auf der noch einzigen Eisenbahnlinie waggonweise in die Knochenmühlen Chikagos gebracht wurden. Von British Columbia ging es weiter nach Alaska, durch ganz Japan, China, die Mandschurei, Korea (er war nach seiner Aussage, zusammen mit seinem Begleiter, der erste Europäer, der das heilige Kŭmgangsan-Gebirge besuchte), Saigon, Singapur, Penang, Birma, Vorderindien und zuletzt Ceylon.14 Monate nach seiner Abfahrt trat er von dort die Heimreise an.
„Unangenehme Familienverhältnisse“ veranlassten ihn jedoch schon bald dazu, Berlin wieder zu verlassen und sich dauerhaft in Shanghai niederzulassen. Von dort aus unternahm er regelmäßige Reisen nach Nord und Mittelchina, Japan (hier war er siebenmal) sowie Ostsibirien. Er betrieb in China ein allgemeines Import- und Exportgeschäft und ließ einige Zeit sogar Dampfer in der Küstenschifffahrt laufen. Während des Boxeraufstandes wurde er Mitglied der „Shanghai-Freiwilligen“ und erhielt nach der Beendigung der Feindseligkeiten die China-Medaille.
Im Jahr 1902 kehrte er nach Deutschland zurück und unterhielt hier ein Kommissions- und Importgeschäft vor allem mit der Einfuhr von Rauchwaren und Schmuckfedern aus China, Japan und später auch aus Argentinien. Mit der Einfuhr von Pahmifellen und anderen chinesischen Pelzsorten nach Deutschland, und damit teilweise damit auch nach Europa, war er auch hier der Pionier. Sein Titel als Konsul, auf den er sehr stolz war, stammte aus dieser chinesischen Zeit.
Während eines zehn Wochen andauernden Streiks in der Berliner Pelzbranche zog sich Generalsekretär Brass als Redakteur der „Neuen Pelzwarenzeitung“ den Zorn der Arbeitnehmerorganisation zu: „Er sparte nicht mit Verleumdungen, um die gewünschte Mißstimmung der Arbeiterschaft herbeizuführen“. Als die Schmuckfederindustrie „schwerbedroht“ war, organisierte er unter Mithilfe der Kolonialgesellschaft den Kampf gegen die „extremen Forderungen der Tierschützer“. 1920 war er an der Gründung des „Verbandes deutscher Rauchwarenfirmen“ beteiligt, einer Interessenvereinigung der Rauchwarenhändler und -vertreter.
Neben seinen Studien betrieb Brass sein, verglichen mit anderen, kleines Rauchwarengeschäft. Er bekam direkte Sendungen aus China – darunter Teekisten, deren Inhalt er an Geschäftsfreunde verkaufte. Er hat nie viel verdient. In seinen Abteilungen konnte er keine Ordnung halten, „da er keine Hilfe annahm, ging alles drunter und drüber“. Philipp Manes: „Wenn die Gläubiger mal wieder gar zu sehr drängten, nahmen wir Freunde den verfahrenen Karren in die Hand und sanierten seinen derzeitigen Lenker. Niemand war dem alten Herrn böse, wenn er die Rechnungen gar nicht oder nur teilweise bezahlte. Er hatte sich um die Branche so verdient gemacht, daß man seine Schwächen gern verzieh“.
Der Eintrag im Berliner Adressbuch des Jahres 1930 lautete „Emil Braß, Breite Straße 6, in Liquidation“.

Aus: Aus dem Reiche der Pelze, 1911
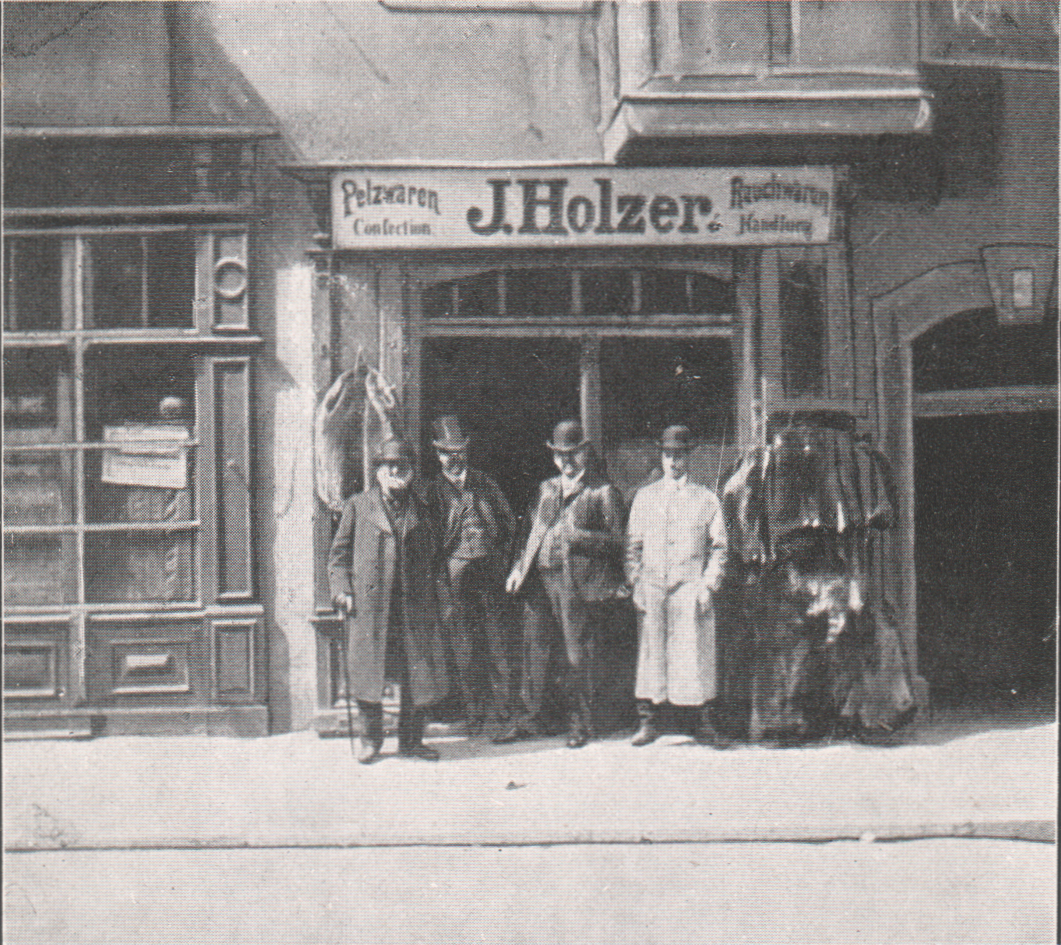
Bild vom Brühl
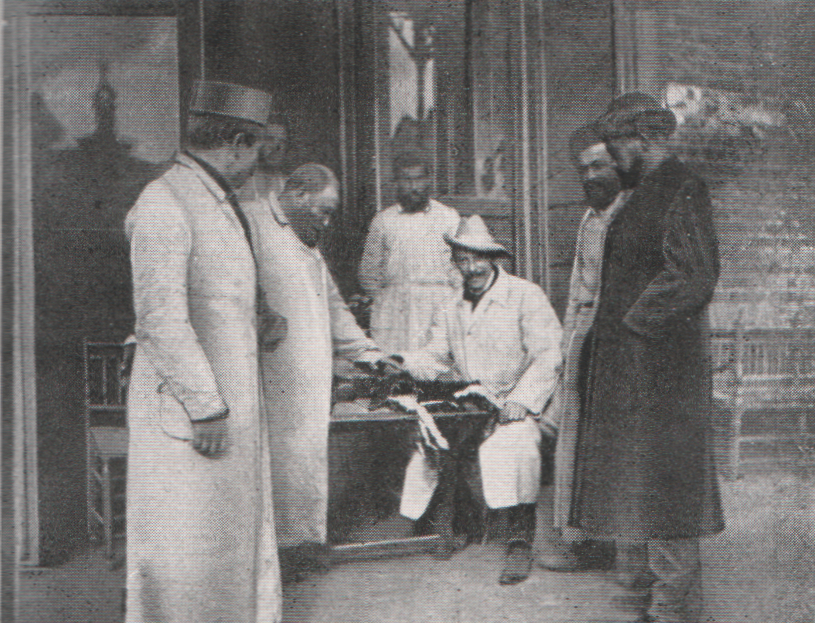
Von der Nishnij-Messe
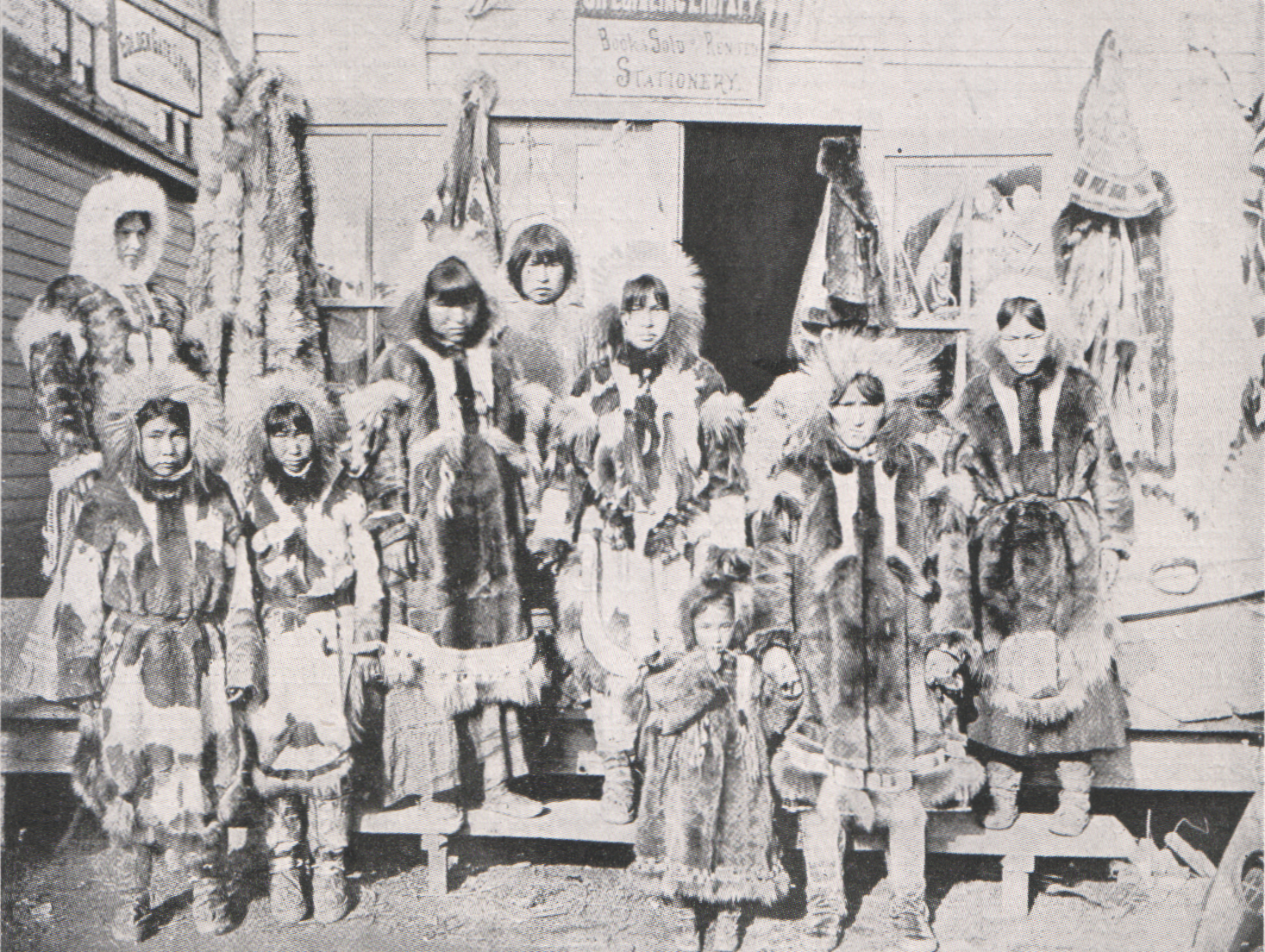
Eskimos, die Felle nach Nome (Alaska) gebracht haben
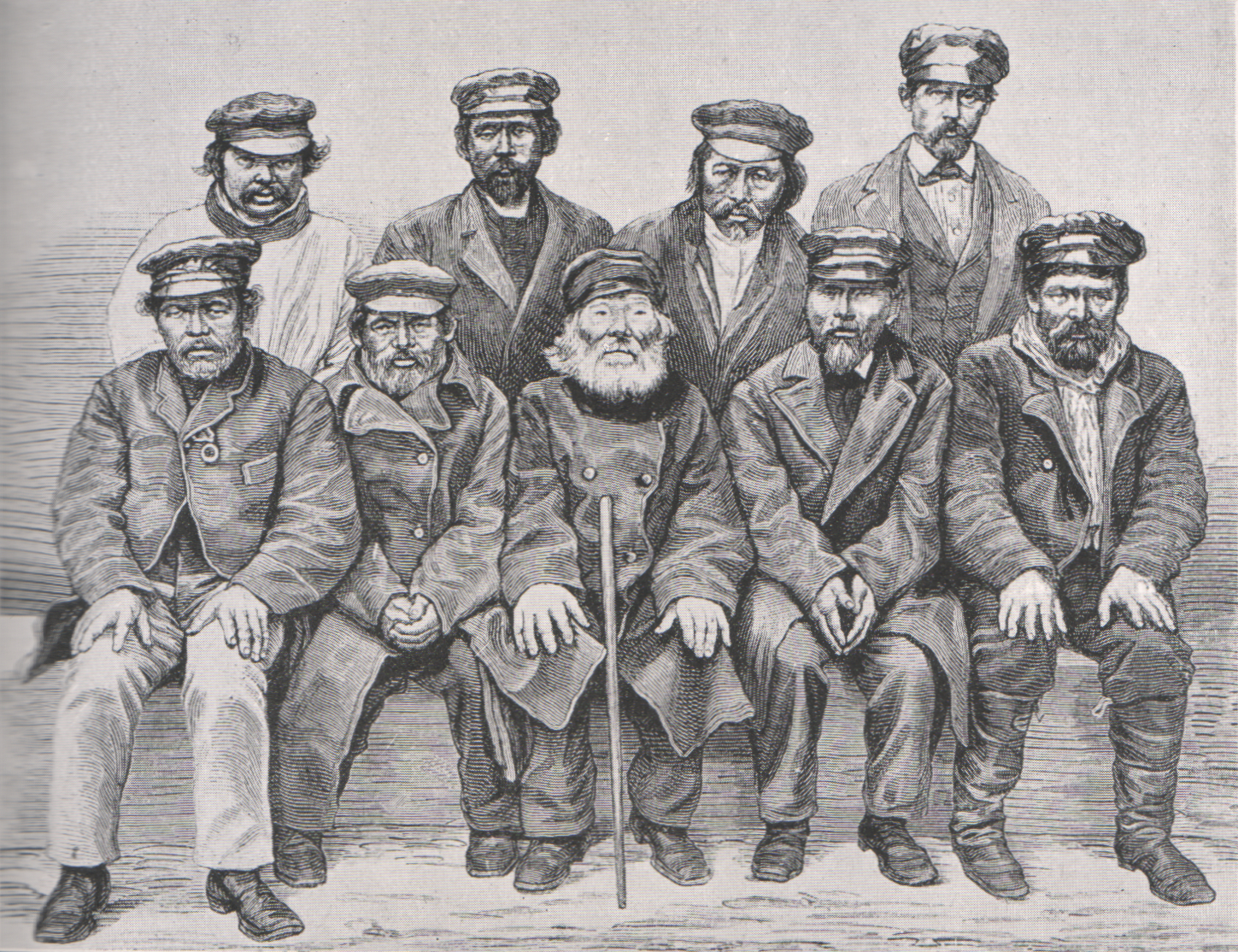
Aleutische Fangleute auf den Pribiloffinseln
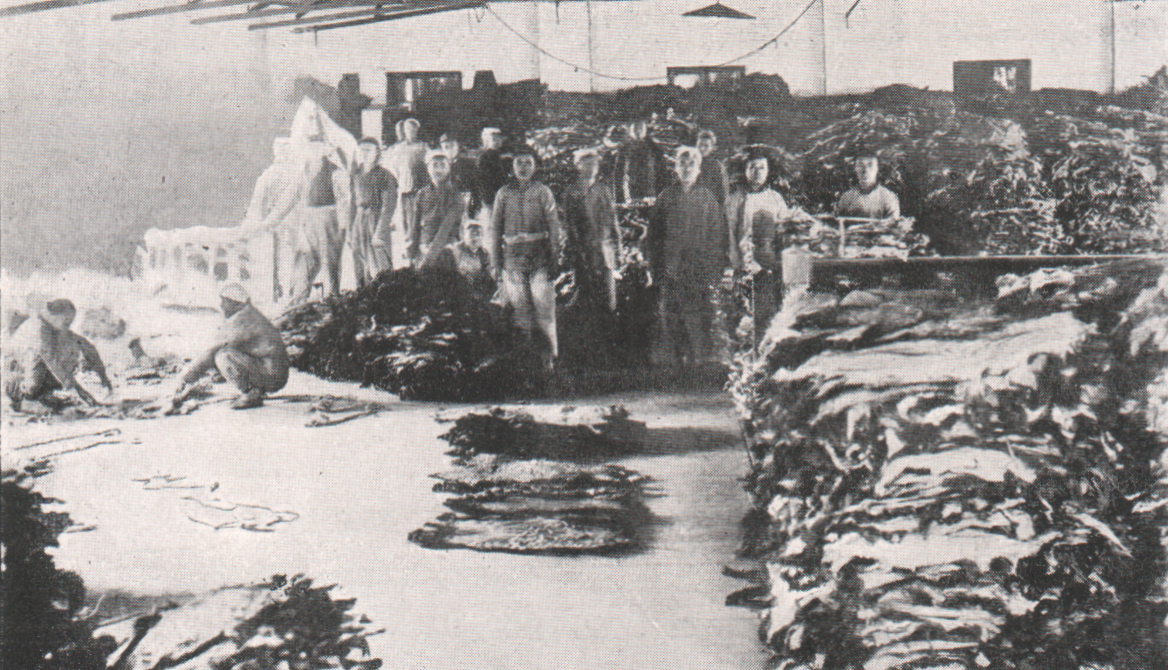
Fell-Lager eines chinesischen Speichers (Godown)

## Wissenschaftliche Tätigkeit, Autor und Verleger

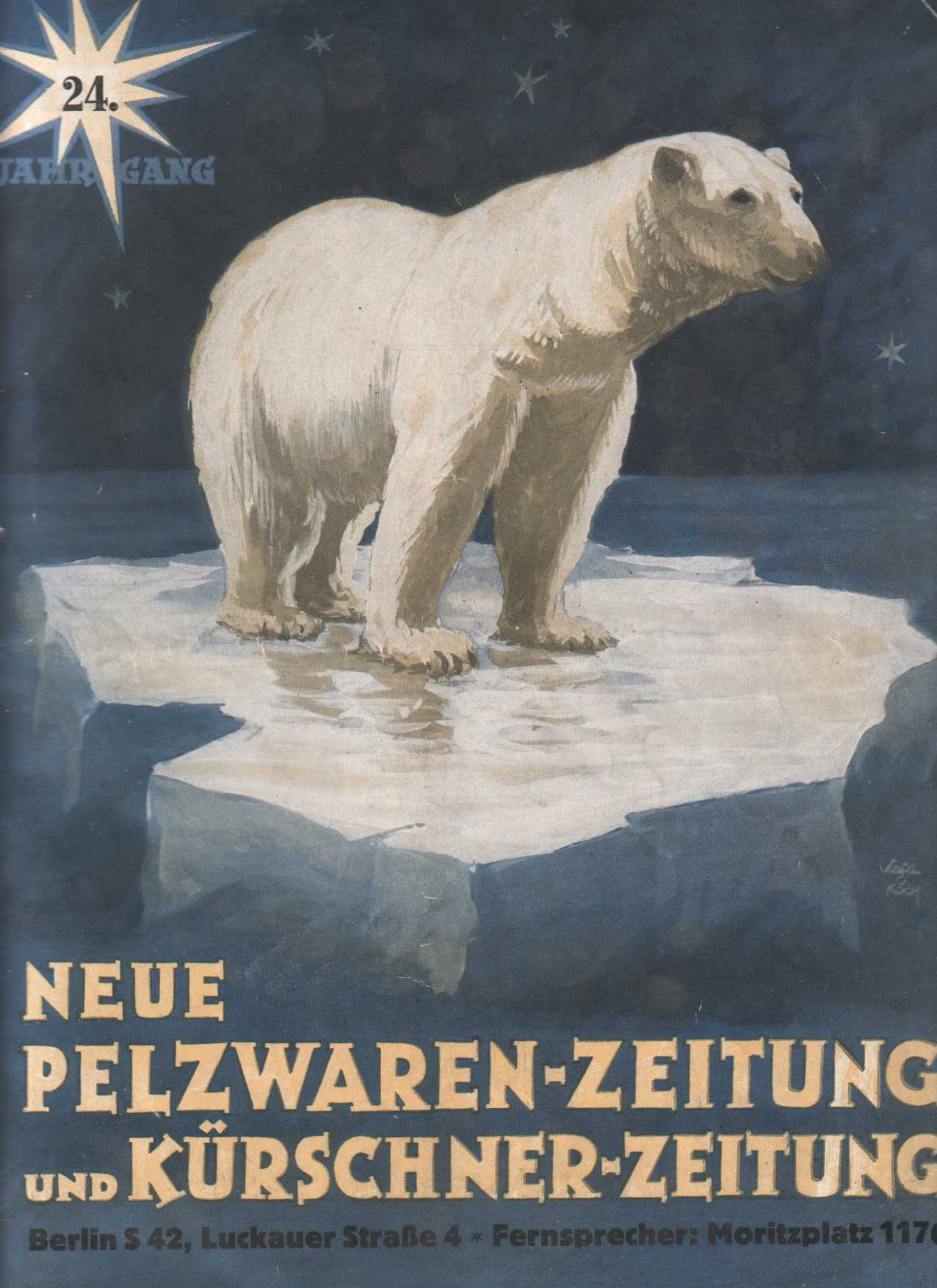
Titelseite der „Neuen Pelzwaren-Zeitung und Kürschner-Zeitung“ vom 16. August 1926

Vater Brass hatte eine Besitzung im damals noch ländlichen Berliner Bezirk Tiergarten. Bereits in seiner Kindheit war Emil von dort aus zu Fuß, mit dem Kanu, dem Ruder- oder Segelboot unterwegs und erkundete die Mark Brandenburg und erwarb sich dabei die Grundkenntnisse seiner späteren Naturstudien. Neben seiner Ausbildung zum Rauchwarenkaufmann erlernte er in der Freizeit im Museum für Naturkunde neben anderem das Präparieren von Tierbälgen. Auch das Interesse für die Geographie begann zeitig, im Jahr 1874 besuchte er das erste Mal die Sitzungen der Gesellschaft für Erdkunde. Während seines Englandaufenthaltes wählte man den damals Zwanzigjährigen als damit jüngstes Mitglied zum „Fellow of the Royal Geographical Society“, was in England eine hohe soziale Position bedeutete. Mr. Harris, [„und“?] der langjährige Sekretär der Hudson’s Bay & Co führte ihn außerdem in den Cosmos Club ein. Als Spezialität seiner Studien entschied er sich für das britische Nordamerika, das später ein Schwerpunkt seiner wissenschaftlichen Arbeit über den Rauchwarenhandel wurde. In London standen ihm die Archive der Hudson’s Bay Company offen, er arbeitete intensiv in der Bibliothek des Britischen Museums und der Royal Geographical Society. In Paris kopierte er während seiner Arbeiten in der Französischen Nationalbibliothek wertvolle alte Kartenwerke, neben den Studien in der Bibliothek der dortigen Geographischen Gesellschaft wurde ihm auch in den Marinearchiven jede Hilfe zuteil. Er hörte während dieser Zeit Vorlesungen der bekannten Zoologen Isidore Geoffroy Saint-Hilaire und Alphonse Milne-Edwards.
Zurückgekehrt in Berlin benutzte er auch alles dort verfügbare Material für seine Arbeiten. Durch seinen Freund, den Afrikaforscher Otto Kersten, wurde er 1877 Mitglied der Gesellschaft für Erdkunde, deren Vorstand er von 1919 bis 1931 angehörte. Im darauffolgenden Jahr gründete er zusammen mit anderen den „Centralverein für Handelsgeographie und Förderung deutscher Interessen im Auslande“, der in den 1880er Jahren weltweit über 5000 Mitglieder hatte. Im April 1919 übernahm er dessen Leitung. 1904 gründete er zusammen mit Leo Korach, später von Brass fortgeführt, das Fachblatt die „Neue Pelzwaren- und Kürschnerzeitung“, um einem Bedürfnis der sich überaus stark entwickelnden Pelzbranche nachzukommen. In seinen Studien war Brass universell tätig, neben der Geographie und der Zoologie forschte er in Geschichte, Ethnographie, Anthropologie und Prähistorie und betrieb Sprachstudien. Englisch, französisch, russisch und italienisch sprach er perfekt und spanisch verstand er gut. Etwa ein Dutzend Sprachen waren ihm im Alter noch geläufig. Neben unzähligen Artikeln in der Neuen Pelzwaren- und Kürschnerzeitung veröffentlichte er eine Reihe weiterer Werke und schrieb für alle Fachzeitschriften der Welt. Sein umfassendstes und umfangreichstes Buch „Aus dem Reiche der Pelze“ war zugleich das dickste und vollständigste Werk der Pelzbranche überhaupt, Manes bezeichnete es im Jahr 1940 als „die einzige Quelle des fachlichen Wissens“. Wenn auch zoologisch inzwischen manches anders eingeordnet wird, so ist es noch heute informativ, und, weil von einem Praktiker geschrieben, auch leicht zu lesen. Ziemlich sicher ist nicht nur in der westlichen Welt bis heute nichts Vergleichbares mehr erschienen.
Die markanteste Veranstaltung in der Geschichte der Pelzbranche war die Internationale Pelzfach-Ausstellung (IPA), eine groß angelegte Fachschau, die im Sommer 1930 über vier Monate in Leipzig veranstaltet wurde. In der Vorbereitungszeit holten die Veranstalter Brass nach Leipzig. Hier arbeitete er in allen wissenschaftlichen Abteilungen mit, „sein Rat wurde überall dort eingeholt, wo man nicht weiter wußte“. Die Tatsache, dass er noch einmal gebraucht wurde, beglückte ihn sehr.

### Aus dem Reiche der Pelze

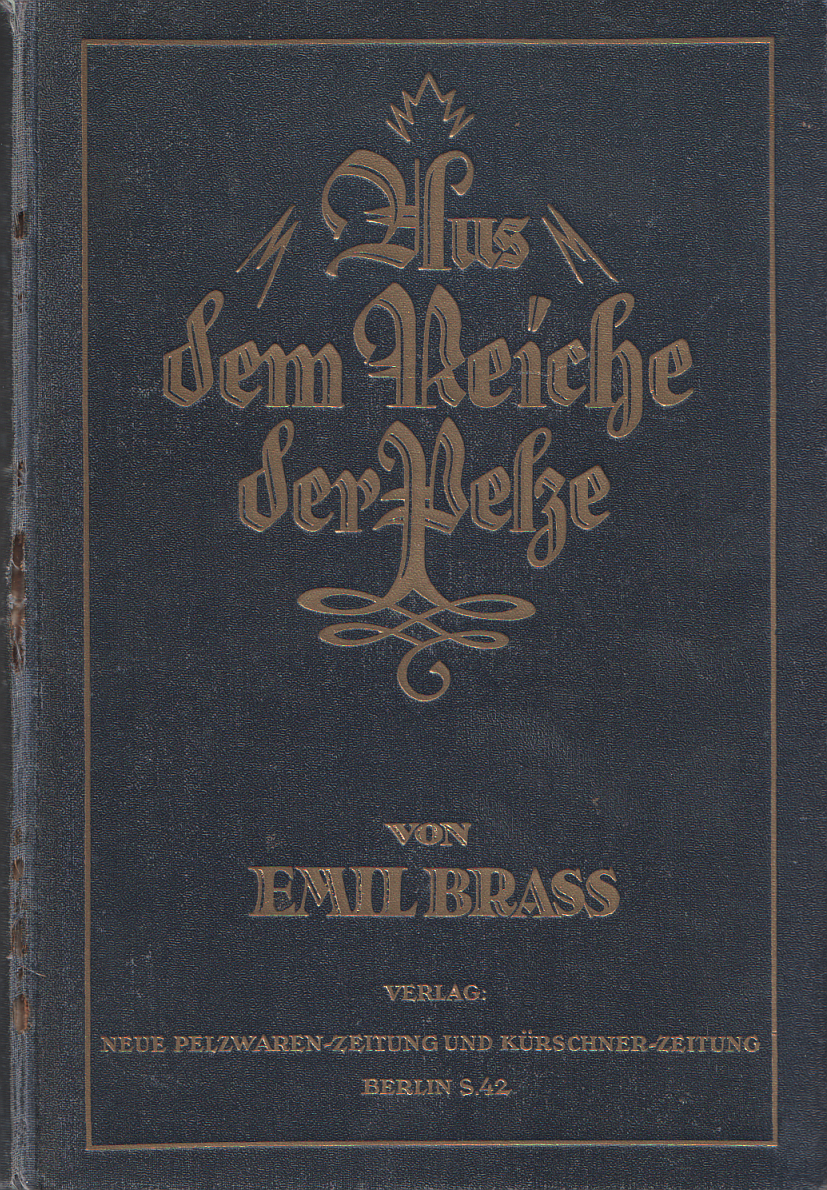
Buchdeckel der Auflage von 1924

Das Standardwerk „Aus dem Reiche der Pelze“ erschien in zwei Auflagen, die erste mit 709 Seiten im April 1911, im Verlag der „Neuen Pelzwaren-Zeitung und Kürschner-Zeitung“. Beide Auflagen sind in zwei, in einem Buch zusammengefasste, so genannte Bände gegliedert: Band I: „Geschichte des Rauchwarenhandels“, Band II: „Naturgeschichte der Pelztiere“. Teile des Buches hatte Brass zuvor schon in der Neuen Pelzwaren-Zeitung veröffentlicht.
Obwohl reich bebildert, scheinen die Fotos nicht von Brass selbst zu sein; es ist auch nicht vermerkt, ob er auf einer der Aufnahmen abgebildet ist. Im Vorwort bedankt er sich für die Zurverfügungstellung von Aufnahmen durch Herrn Harris von der Hudson’s Bay Company, vom Rauchwarenhändler und -veredler Thorer und dem Rauchwarenhändler und Leipziger Chinchillafell-Spezialisten Peter Gloeck.
Der erste Band des Buches beschäftigt sich mit der Geschichte des Rauchwarenhandels. Einen besonderen Schwerpunkt bildet der Pelzhandel in Nordamerika, der eng mit der Erschließung des Kontinents verbunden ist, Pelzjäger und -händler gehören zu den bedeutendsten Entdeckern und Wegbereitern der europäischen Besiedlung des Landes. Ähnlich verhielt es sich auch mit den asiatischen Teilen des russischen Reiches, dem russischen Rauchwarenhandel sind 7 Kapitel gewidmet. Dass Brass auch dem deutschen Pelzhandel einen etwas größeren Beitrag widmet, ist nicht nur seiner Herkunft und seinen Lesern geschuldet, Leipzig war zu seiner Zeit bis zur Machtübernahme durch die Nationalsozialisten das führende Welthandelszentrum für Rauchwaren, zeitweilig noch vor London. Der umfangreiche Statistikteil bildete die Grundlage für viele Arbeiten anderer Autoren über den Fellhandel. Im zweiten Band handelt Brass, erstmals in dieser Ausführlichkeit, sämtliche in der Pelzbranche gehandelten Tiere und zum großen Teil auch die für eine Pelzverwertung infrage kommenden Tierarten ab. Er beschreibt die verschiedenen Fellqualitäten, die Handelsgeschichte der jeweiligen Fellart und die seinerzeitige Bedeutung für die Pelzbranche und lässt seine persönlichen Erfahrungen und Erlebnisse darin einfließen.
Erst im Dezember 1924 erschien die auf 859 Seiten erweiterte und teilweise aktualisierte Auflage. Dazwischen lag die Inflationszeit, die aus wirtschaftlichen Gründen eine Neuauflage verhindert hatte. Nach seinem langen Chinaaufenthalt nutzte Brass seine neu erworbenen Kenntnisse und vergrößerte vor allem den Abschnitt über den asiatischen Fellhandel. China hatte gerade erst zu exportieren begonnen und Brass war mit einigen Erstimporten nach Deutschland daran beteiligt. Die zweite und letzte Auflage des Buches ist offenbar in recht großer Auflage gedruckt worden. Bei einer Berliner Erbin lagerten nach Ende des Zweiten Weltkriegs noch 1000 bisher ungebundene Bücher, die Hälfte davon mit Wasserschaden. Diese kamen alle, jetzt gebunden, etwa in den 1950er Jahren zu einem Fachverleger und in die Antiquariate. Das attraktive, mit seinem Golddruck wertig aussehende Werk fand sich dort, meist für lange Zeit, bei fast allen größeren und vielen kleineren Buchhandlungen. Es bleibt Spekulation zu mutmaßen, ob es sich bei der offensichtlich zu üppigen Auflagenhöhe ebenfalls um eine der von Philipp Manes erwähnten, etwas realitätsfernen Entscheidungen von Emil Brass gehandelt hat.

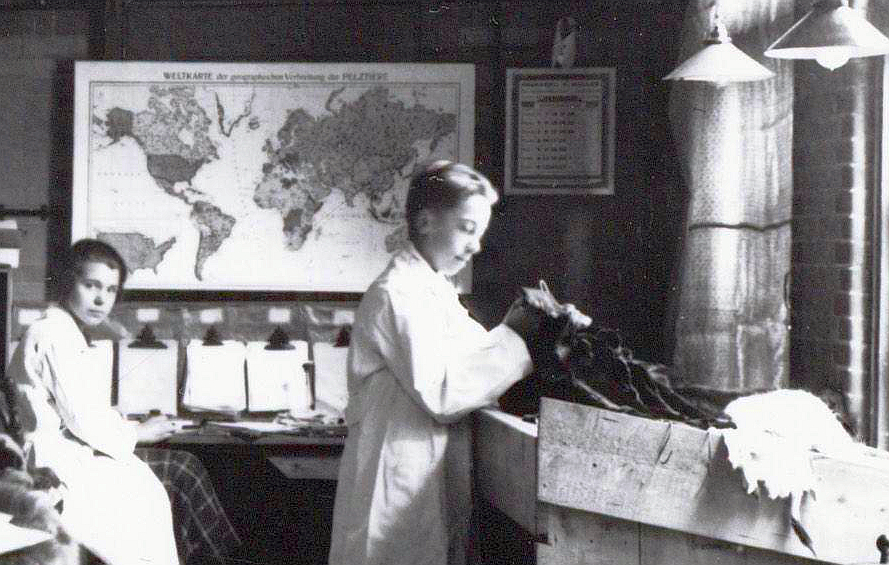
Brass’ „Weltkarte der geographischen Verbreitung der Pelztiere“ in der Pelzabteilung der Firma Hirsch & Cie., Amsterdam (um 1900)

## Werke
- Weltkarte der Verbreitung der Pelztiere, „die nach wissenschaftlichen Grundsätzen aufgestellt ist und sehr hübsche, vor allem aber richtige Tierbilder zeigt“ (Brass). Verlag Neue Pelzwaren-Zeitung, Berlin, undatiert (um 1900)[9]
- Nutzbare Tiere Ostasiens. Pelz- und Jagdtiere, Haustiere, Seetiere. J. Neumann, Neudamm 1904, 130 Seiten. Einband 1, Einband 2 und Inhaltsverzeichnis
- Sturm und Drang in Tientsin und andere Ostasiatische Küstengeschichten. Verlag Leo Korsch, Berlin 1906. Einband und Inhaltsverzeichnis
- Veröffentlichungen in der Zeitschrift Winke für die heranwachsende Generation[9]
- Verschiedene statistische Tabellen, darunter die im Auftrag des Leipziger Rauchwarenhandels angefertigte Statistik der Weltproduktion an Rauchwaren für die Erste Internationale Jagd-Ausstellung Wien 1910, die erste Statistik dieser Art[9]
- Aus dem Reiche der Pelze. 1. Auflage. Verlag der „Neuen Pelzwaren-Zeitung und Kürschner-Zeitung“, Berlin 1911, 709 Seiten. Abbildungen und Inhaltsverzeichnis
- Aus der Tierwelt. Verlag Neue Pelzwarenzeitung, Berlin 1916, 32 Seiten, Einband und Inhaltsverzeichnis
- Die Pelztiere auf verschiedenen Kriegsschauplätzen[9]
- Aus dem Reiche der Pelze. 2. verbesserte Auflage. Verlag der „Neuen Pelzwaren-Zeitung und Kürschner-Zeitung“, Berlin 1925, 859 Seiten
- Rauchwaren. In: Benno Marcus (Hrsg.): Großes Textilhandbuch. Berlin 1927.
- Rauchwaren. Wiederauflage, jetzt in: Benno Marcus (Hrsg.): Textiltechnik und Maschinenkunde und Rauchwaren. Berlin, undatiert, vor 1931 (Buchdeckel und Inhaltsverzeichnis)
- Die Kaninchenzucht in Amerika (1927); Warum geht die Kaninchenzucht in Deutschland zurück? (1928); Kaninchenzucht in England (1928); Kaninchenzucht (1928). In: Neue Pelzwaren- und Kürschner-Zeitung, Nr. 839, 930, 930, 938
- Die Rohstoffe des Tierreichs, 5. Lieferung. Kapitel IV, Hauptteil des Kapitels „Pelz“. Verlag Gebrüder Bornträger, Berlin 1930[14]
- Aus der Geschichte des Deutschen Rauchwaren-Handels. In: Neue Pelzwaren- und Kürschner-Zeitung, Berlin, 18. Juni 1932
- Die Eingeborenen als Lieferanten des Pelzhandels, als Fortsetzungen in Fachzeitungen[9]
- Landschaftsbilder aus der Heimat der Pelze, als Fortsetzungen in Fachzeitungen (1912–1924)[9][15]
- Geographische Verbreitung der Pelztiere[1]
- Statistik der Weltproduktion von Rauchwaren[1]